# 霍莉·格里马
霍莉·格里马（英語：Hollie Grima，1983年12月16日—），澳大利亚女子篮球运动员，场上位置是中锋。她曾代表澳大利亚国家队参加2008年夏季奥林匹克运动会女子篮球比赛，获得一枚银牌。